# 大孔副獅子魚
大孔副獅子鱼，为輻鰭魚綱鮋形目杜父魚亞目狮子鱼科的其中一種。分布於西北太平洋區的日本土佐灣海域，屬深海底棲性魚類，棲息在水深600公尺的海域，體長可達10.7公分，生活習性不明。